# Rougequeue d'Eversmann
Phoenicurus erythronotus
Espèce
Statut de conservation UICN

 LC  : Préoccupation mineure
Le Rougequeue d'Eversmann (Phoenicurus erythronotus), rougequeue à dos roux ou rougequeue de l'Altai, est une espèce d'oiseaux de la famille des Muscicapidae.

## Nomenclature
Son nom commémore son premier descripteur Eduard Friedrich von Eversmann (1794-1860).

## Répartition
Il vit dans les monts Tian Shan et de l'Altaï ; il hiverne en Iran et régions avoisinantes.